# Bromure d'éthylmagnésium
Le bromure d'éthylmagnésium est un composé chimique de formule CH3CH2MgBr. Cet halogénure organomagnésien est un réactif de Grignard disponible dans le commerce, généralement dissous dans l'éther diéthylique, le THF ou l'ETBE. Il est utilisé comme équivalent synthétique du synthon éthyle « Et– » pour les additions nucléophiles ainsi que comme base forte pour déprotoner divers composés tels que les alcynes :
RC≡CH + EtMgBr → RC≡CMgBr + EtH.
Il a toutefois été supplanté dans cet usage par les organolithiens.
Comme les autres réactifs de Grignard, le bromure d'éthylmagnésium peut être préparé en laboratoire en faisant réagir du bromoéthane C2H5Br sur du magnésium métallique dans l'éther diéthylique (C2H5)2O :
EtBr + Mg → EtMgBr.